# Нисан ГТ-Р
Нисан ГТ-Р (Ге-те-ер) је спортски аутомобил са високим перформансама направљен од стране компаније Нисан. Представљен је 2007. и наследник је Нисановог модела Скајлајн ГТ-Р (Skyline GT-R).

## Историја
Између 1969. и 1974. и између 1989. и 2002. Нисан је производио моделе високих перформанси Скајлајн купеа званим Нисан Скајлајн ГТ-Р. Овај аутомобил се веома добро показао и доживео успех на улици као и на стази. ГТ-Р је потпуно нов модел који нема пуно сличности са Скајлајн моделом. Попут неких каснијих генерација Скајлајн ГТ-Р, ГТ-Р има погон на сва 4 точка и у њему се налази шестоцилиндрични мотор са двоструким турбо пуњачем. Управљање на сва четири точка је уклоњено, а „редни шестак” је замењен V6 мотором. ГТ-Р је задржао надимак Годзила (Godzilla) Скајлајн претходника које је добила од Аустралијске аутомобилске публикације „Точкови” (Wheels) у издању из јула 1989. Нисан је приказао два ГТ-Р концепта на сајмовима аутомобила пре него што је представио производни модел. Први концепт је приказан на сајму аутомобила у Токију 2001. године, а други, редизајнирани коцепт назван ГТ-Р Прото (Proto) је приказан 2005. такође у Токију.

## Производња

### Производни модели
Производна верзија ГТ-Р се појавила 2007. године на сајму аутомобила у Токију као модел за  2009. годину. На стази је био бржи од тада савременог спортског класика Поршеа 911 (Porshe 911). ГТ-Р је пуштен у производњу  6. децембра 2007. године на Јапанском тржишту, док је на Америчко и Канадско тржиште стигао 7 месеци касније 7. јула 2008. године. Европа је постала треће највеће тржиште где је званична продаја почела у марту 2009. Моторе ручно израђују само четири специјално обучена механичара звана „Такуми Крафтсменс” („Takumi Craftsmаns”)  у Нисановој фабрици у Јокохами, у Јапану, а њихова имена су означена на сваком ГТ-Р мотору.

### Дизајн
Нисанов директор дизајна, Схиро Накамура, упоредио је нови ГТ-Р са џиновским роботима из серије Гундам. Накамура је изјавио: „ГТ-Р је јединствен јер није само копија европски дизајнираног спортског аутомобила; он је заиста морао одражавати јапанску културу”. Кровну линију дизајнирали су европски дизајнери док су три четвртине задњег дела возила дизајнирали амерични дизајнери. Полифони Дигитал                (Polyphony Digital), креатори Гранд Туризмо (Grand Turismo) серије мото тркачких видео игара, и сами су били укључени у развој ГТ-Р-а, пошто су добили уговор за дизајн ГТ-Р-овог вишенаменског екрана.

### Спецификације
У Нисану ГТ-Р налази се V6 мотор или редни шестоцилиндрични мотор са двоструким турбо пуњачем. Модели произведени између 2007. и 2009. године опремљени су моторима снаге 358 киловата (480 коњских снага) при 6.400 обртаја по минути. Мотор такође задовољава стандарде УЛЕВ-а за ниско загађење (California Air Resources Board Ultra Low Emission Vehicle (ULEV)).

## Модели

### СпецВ (SpecV)
Нисан је представио ГТ-Р СпецВ (SpecV) 7. јануара 2009. године на ауто сајму у Токију 2009. године. Ова верзија користи украс од карбонских влакана изнутра и споља и нема задња седишта. Аутомобил је долазио са пнеуматицима Бридгестоне Потенза (Bridgestone Potenza RE070R).

### Црно издање (Black Edition)
Црно Издање долази са ексклузивним  РАИС точковима ширине 50.8 цм (20-inch RAYS wheels) и задњим спојлером од карбонских влакана. Тркачка седишта Рекаро (Recaro) посебно је наручио Нисан за Црно Издање. Унутрашњост је завршена у црвеној и црној кожи, али такође је доступна и беж боја позната као „Пале Ивори“ (Pale Ivory). Ниједна механичка промена није извршена у односу на стандардни ГТ-Р.

### Тркачко издање (Track Edition)
2013. године, као модел за 2014. годину, Нисан је представио ограничену серију Тркачко издање ГТ-Р која уклања задња седишта (уштеда 10 кг (22 лб) у односу на Црно Издање (Black Edition)) и додаје тврђе ослањање, усиснике за ваздух од угљеничних влакана, побољшано хлађење кочница, једноделни предњи спојлер и нова црна и сива кожна предња седишта Рекаро (Recaro).

## Ауто-мото спорт
Нисан ГТ-Р је постигао различите успехе у тркама (motor racing), драг тркама (drag racing), временским нападима (time attack), пењању на планине (hill climbing), дрифтовању (drifting) итд. У ауто тркама ГТ-Р је освојио шампионат и постигао невероватан успех у следећим такмичењима: Супер ГТ серија (Super GT Series), РАК Турист Трофи ( RAC Tourist Trophy), ФИА ГТ1 светско првенство (FIA GT1 World Championship), светски изазов Пирели (Pirelli World Challenge), интерконтинентални ГТ изазов ( Intercontinental GT Challenge), 24 сата Нирбургринг ( 24 hours of Nürburgring), Батхурст 12 сати ( Bathurst 12 Hour), 24 сата Спа (24 hours of Spa), Бленкпеин Ендјуренс серија ( Blancpain Endurance Series) и Супер Таикиу Серија (Super Taikyu Series).

### Супер ГТ (Super GT)
НИСМО, Нисан моторспорт, увео је Нисан ГТ-Р у Супер ГТ серију трка у класи ГТ500 (GT500) за сезону 2008. Верзија аутомобила из 2008. ГТ500 (GT500) има потпуно другачији погонски систем у односу на серијски аутомобил. Тркачки аутомобил је опремљен ВК45ДЕ (VK45DE) 4,5-литарским атмосферским V8 мотором уместо редним мотором са двоструким турбо пуњачем ВР38ДЕТТ V6 (VR38DETT). Користи серијски ручни мењач са 6 брзина и распоред погона на задње точкове од свог претходника, тркачког аутомобила 350З (Z503).

## Додатна подешавања

### Тјунирање (Tuning)
Упркос раној забринутости због потешкоћа са модификовањем Нисана ГТ-Р, многи делови за накнадно подешавање су постали доступни. Раније пријављени „немогући за модификовање (untunable)" ЕЦУ (електронса управљачка јединица) од тада је програмирана од стране неколико кућа за подешавање.

### Остало
Нисан ГТ-Р је имао главну улогу у филму „Брзи и жестоки 6” (Fast & Furious 6). Аутомобил из овог врло успешног филма има модификоване бранике, нову хаубу, промењена крила (блатобране), бочне прагове, карбонска врата, карбонски кров и карбонске спојлере. 
Тринаестог августа 2014. Мајк Њуман је оборио рекорд за најбржу вожњу затворених очију (fastest speed for a car driven blindfolded) у Нисану ГТ-Р преађеном у „Личфилд моторс” (Litchfield Motors) из Велике Британије.